# Торговые склады (Новгород-Северский)
Торговые склады — памятник архитектуры национального значения в Новгород-Северском.

## История
Постановлением Совета Министров УССР от 24.08.1963 № 970 «Про упорядочение дела учёта и охраны памятников архитектуры на территории Украинской ССР» («Про впорядкування справи обліку та охорони пам'ятників архітектури на території Української РСР») присвоен статус памятник архитектуры республиканского значения с охранным № 855.
Установлена информационная доска.

## Описание
Торговые ряды и торговые склады образовывают единый архитектурный ансамбль гостиного двора города времён классицизма. Входят в комплекс музея-заповедника «Слово о полку Игореве».
В 18 веке был разработан новый План Новгород-Северского. Торговые ряды и торговые склады были построены в период конец 18 — начало 19 веков на месте древнего рва, который окружал Детинец Новгорода-Северского, на бывшей торговой площади города. 
Одноэтажное на подвале, каменное, прямоугольное в плане здание, с четырёхскатной крышей. Фасад направлен на север к бывшей торговой площади. Представлен аркадой галереи, которая состоит из трёх лучных широких арок, опирающихся на двойные колоны тосканского ордера. Венчает сооружение многопрофильный карниз. Изначально ось каждого прогона имела дверь, сейчас только две двери вместо трёх. Здание существенно не изменились, сохранив исконный вид. 
Сейчас используется как помещение для торговли.